# فؤاد دوم
ملک احمد فؤاد (عربی مصری: الملک احمد فؤاد، زادهٔ ۱۶ ژانویهٔ ۱۹۵۲)؛ یا فؤاد دوم (عربی مصری: فؤاد الثانی)؛ آخرین پادشاه مصر و عضو خاندان محمد علی، شش‌ماهه بود که به‌طور رسمی از ژوئیه ۱۹۵۲ تا ژوئن ۱۹۵۳، به عنوان پادشاه مصر و سودان سلطنت کرد و پس از انقلاب ۱۹۵۲، محمد نجیب به عنوان اولین رئیس‌جمهور این انقلاب بر جای او نشست.